# Gannibal (sèrie de televisió)
Gannibal (ガンニバル, Gan'nibaru) és una sèrie de televisió japonesa d'horror rural. Està basada en el manga d'horror del mateix nom escrit i il·lustrat per Masaaki Ninomiya, la protagonitzen Yuya Yagira, Riho Yoshioka i Show Kasamatsu. Es va llançar el 28 de desembre de 2022 a Disney+ internacionalment i a Hulu als Estats Units.
El 21 de setembre de 2023 es va anunciar una segona temporada. La segona temporada sortirà el 19 de març de 2025.

## Premissa
Una aldea remota amaga obscurs secrets relacionats amb pràctiques antigues, sortits a la llum després d'una desaparició misteriosa del policia de l'aldea. A mesura que el nou policia investiga, la línia entre la veritat i el terror comença a fer-se borrosa.

## Elenc i personatges
- Yuya Yagira com Daigo Agawa
- Riho Yoshioka com Yuki Agawa
- Mostrar a Kasamatsu com Keisuke Goto

## Llançament
Gannibal es va llançar internacionalment el 28 de desembre de 2022 a Disney+. Es va llançar a Hulu també el mateix dia. Una segona temporada va estar anunciada i serà llançada el 19 de març de 2025.